# Библейско дружество
Библейското дружество е вид християнска надденоминационна организация с идеална цел (фондация), която има за цел, разпространяване на Библията или части от нея безплатно или на достъпни цени. Различни библейски дружества превеждат Библията на други езици, на които липсват библейски преводи.
Разпространението на Библията в България се осъществява основно от Българско библейско дружество.

## История
Библейски дружества възникват от традицията на пиетизма и движенията за пробуждане.
Техните корени се намират в Англия, където през 1698 г. се основава Society for the Propagation of Christian Knowledge по инициатива на Thomas Bray, а през 1799 г. лондонското религиозно трактатно дружество.
В Германия Carl Hildebrand Freiherr von Canstein основава първото библейско дружество в света в Хале, като издава 1712 г. Новия завет на Библията, а през 1713 г. цялата Библия. Това дружество се обособява през 1775 г. под името Cansteinsche Bibelanstalt. Чрез въвеждане на модерни технологии за печатане на големи количества Библии на ниски цени се преследва целта за бързо задоволяване на нуждата от Библии особено среб по-бедното население в Германия.
През 1804 г. се създава British and Foreign Bible Society, което става предтеча на много други библейски дружества. Повод за създаването на това дружество става шестнадесетгодишната Mary Jones, която изминава 20 мили пеша до гр. Бала (Bala, Gwynedd) за да си купи Библия.
През 1809 г. се създава International Bible Society в Ню Йорк, с цел, да се даде една Библия на всички имигранти на техния роден език за началото в новата родина.
Световния съюз на библейските дружества (United Bible Societies) е обединителна организация на националните надденоминационни библейски дружества в повече от 140 страни по света. Католическата църква има собствено библейско дружество. Международното библейско дружество е една мисионска организации, която също не принадлежи към този съюз.

## Известни библейски дружества

### Международни библейски дружества
- United Bible Society
- American Bible Society (1816)
- British and Foreign Bible Society (1804)
- Bible Society In Australia (1817)
- Палестиненско библейско дружество (1993)

### Други организации
- Society for Promoting Christian Knowledge (1698)
- International Bible Society (1809), Schorndorf, Colorado Springs
- Trinitarian Bible Society (1831)
- Gideons International (1899)
- Watchtower Bible and Tract Society (1896)